# 日本テレビ水曜7時30分枠連続ドラマ
日本テレビ水曜7時30分枠連続ドラマ（にほんテレビすいようしちじさんじっぶんわくれんぞくドラマ）は、過去6期にわたって日本テレビ系列局が毎週水曜 19:30 - 20:00 （日本標準時）に編成していた日本テレビ・読売テレビ・北日本放送製作のテレビドラマ放送枠である。

この時間帯に放送されていたテレビアニメに関しては

## 概要
初作品は1959年放送の『誘惑』。その後、同局放送の『シャボン玉ホリデー』で人気を上げたハナ肇とクレージーキャッツ主演の『クレイジー作戦』をヒットさせ、長期の中断後は、系列ネット局制作作品・海外作品・公開コメディを放送するも、再び長期の中断となる。そしてこの間に裏で『水曜スペシャル』（テレビ朝日系列）や『連想ゲーム』（NHK総合）が人気を上げ、この枠は視聴率が悪くなった。1981年10月14日に久し振りにこの枠で開始した『おてんば宇宙人』は、同日開始の『うる星やつら』（フジテレビ系列）にも人気を奪われ、わずか9回で打ち切られてしまった。
その後、日本テレビは平成時代初期にかけてこの枠で30分ドラマを放送したが、この時期のフジテレビは『うる星』から『めぞん一刻』に代わっても人気が衰えず、結局この枠は1989年9月20日終了の『夏休み別荘物語』で事実上終結した。

## 放送作品一覧

### 第1期
- 誘惑（1959年5月20日 - 1959年10月14日）
- わが家の楽園（1959年10月28日 - 1960年5月25日）
- 地球は引き受けた（1960年6月8日 - 1960年12月7日）
- 名画劇場（1960年12月14日 - 1961年4月）「テレビ番組年表MAP」サイトで判明。

### 第2期
- クレイジー作戦（1962年10月3日 - 1963年3月27日）

### 第3期
- マキちゃん日記（1970年1月7日 - 1970年4月1日） - よみうりテレビ製作。火曜19:00枠から移動。日曜10:00枠へ移動。

### 第4期
- ゲンコツの海（1973年1月10日 - 1973年6月27日） - 北日本放送製作。
- 守れ!ジャングル（1973年7月 - 1973年9月） - 海外作品。
- とことんやれ大奮戦!（1973年10月3日 - 1974年3月27日）

### 第5期
- おてんば宇宙人（1981年10月14日 - 1981年12月9日）

### 第6期
- 猫、ふんじゃッた!（1988年10月12日 - 1989年2月15日）
- ツヨシしっかりしなさい（ドラマ版）（1989年2月22日 - 1989年7月12日）
- 夏休み別荘物語（1989年8月23日 - 1989年9月20日）